# Henri Michelin
Pour les articles homonymes, voir Michelin (homonymie).
Joseph-Henri Michelin, dit Henri Michelin, né le 3 mai 1847 à Paris et mort le 7 octobre 1912 dans la même ville, est un avocat et homme politique français. 
Militant républicain sous le Second Empire, il devient une figure du courant radical-socialiste durant les débuts de la Troisième République. En 1885, il rejoint le boulangisme et rentre au comité de direction de la Ligue des patriotes. Il finit sa carrière dans les rangs nationalistes et antidreyfusards. 

## Biographie
Henri Michelin est docteur en droit et avocat.
En 1881-1882 il est adjoint au maire, puis maire du 7e arrondissement de Paris.
Ultérieurement il devient président du conseil municipal de Paris (en 1884) et député boulangiste de la Seine (1885-1889 et 1893-1898), il bat alors le radical Stephen Pichon, ami de Clemenceau).
Antisémite, il compte parmi les boulangistes députés du « groupe ouvrier » de 1885. Il est aussi franc-maçon,.
Par la suite, il fut membre du comité de direction de la Ligue des patriotes de Paul Déroulède,,
En 1897, il dépose une proposition de loi visant à faire participer aux bénéfices les ouvriers et les employés, afin de ne pas se contenter de reconnaître des égaux, mais aussi d'en faire (exposé des motifs)[réf. souhaitée].

### Sources
- « Henri Michelin », dans Adolphe Robert et Gaston Cougny, Dictionnaire des parlementaires français, Edgar Bourloton, 1889-1891 [détail de l’édition]